# دوروثي ألرد سولومون
دوروثي ألرد سولومون (بالإنجليزية: Dorothy Allred Solomon)‏ هي كاتبة سير ذاتية أمريكية، ولدت في 1949.